# NGC 6667
NGC 6667 est une galaxie spirale intermédiaire située dans la constellation du Dragon. Sa vitesse par rapport au fond diffus cosmologique est de 2 494 ± 9 km/s, ce qui correspond à une distance de Hubble de 36,8 ± 2,6 Mpc (∼120 millions d'al). NGC 6667 a été découverte par l'astronome américain Lewis Swift en 1883. Swift a observé cette même galaxie à deux autres reprises, le 8 juin 1885 et le 31 juillet 1886. Ces deux observations ont été respectivement inscrites au New General Catalogue sous les désignations NGC 6668 et NGC 6678.
La classe de luminosité de NGC 6667 est I-II et elle présente une large raie HI.
À ce jour, 11 mesures non basées sur le décalage vers le rouge (redshift) donnent une distance égale à 40,236 ± 8,717 Mpc (∼131 millions d'al), ce qui est à l'intérieur des valeurs de la distance de Hubble. Notons que c'est avec la valeur moyenne des mesures indépendantes, lorsqu'elles existent, que la base de données NASA/IPAC calcule le diamètre d'une galaxie et qu'en conséquence le diamètre de NGC 6667 pourrait être d'environ 34,2 kpc (∼112 000 al) si on utilisait la distance de Hubble pour le calculer.

## Supernova
La supernova SN 2014F a été découverte dans NGC 6643 le 11 janvier 2014 à Yamagata au Japon par l'astronome japonais Koichi Itagaki. Cette supernova était de type II.